# Neptunea lyrata
Neptunea lyrata är en snäckart som först beskrevs av Gmelin 1791.  Neptunea lyrata ingår i släktet Neptunea och familjen valthornssnäckor.

## Underarter
Arten delas in i följande underarter:
- N. l. lyrata
- N. l. decemcostata
- N. l. turnerae

## Bildgalleri

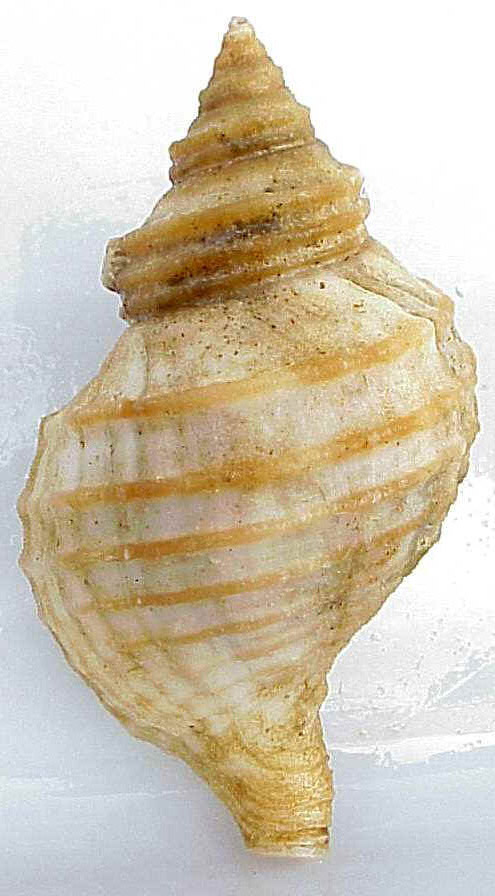